# Élection présidentielle estonienne de 2021
L’élection présidentielle estonienne de 2021 (en estonien, 2021. aasta Eesti presidendivalimised) a lieu au scrutin indirect les 30 et 31 août 2021 afin d'élire le président de la république d'Estonie.
La présidente sortante Kersti Kaljulaid, éligible pour un second mandat, ne parvient pas à réunir suffisamment de soutiens au Parlement pour présenter sa candidature.
In fine, un seul candidat parvient à se présenter, soutenu par la coalition au pouvoir et une partie de l'opposition : le biologiste Alar Karis, directeur du Musée d'histoire naturelle d'Estonie. Il réunit au second tour organisé le 31 août la majorité des deux tiers requise. C'est la première fois en 30 ans qu'une élection présidentielle n'a qu'un seul candidat, une situation qui suscite une remise en question du système électoral en vigueur.

## Contexte

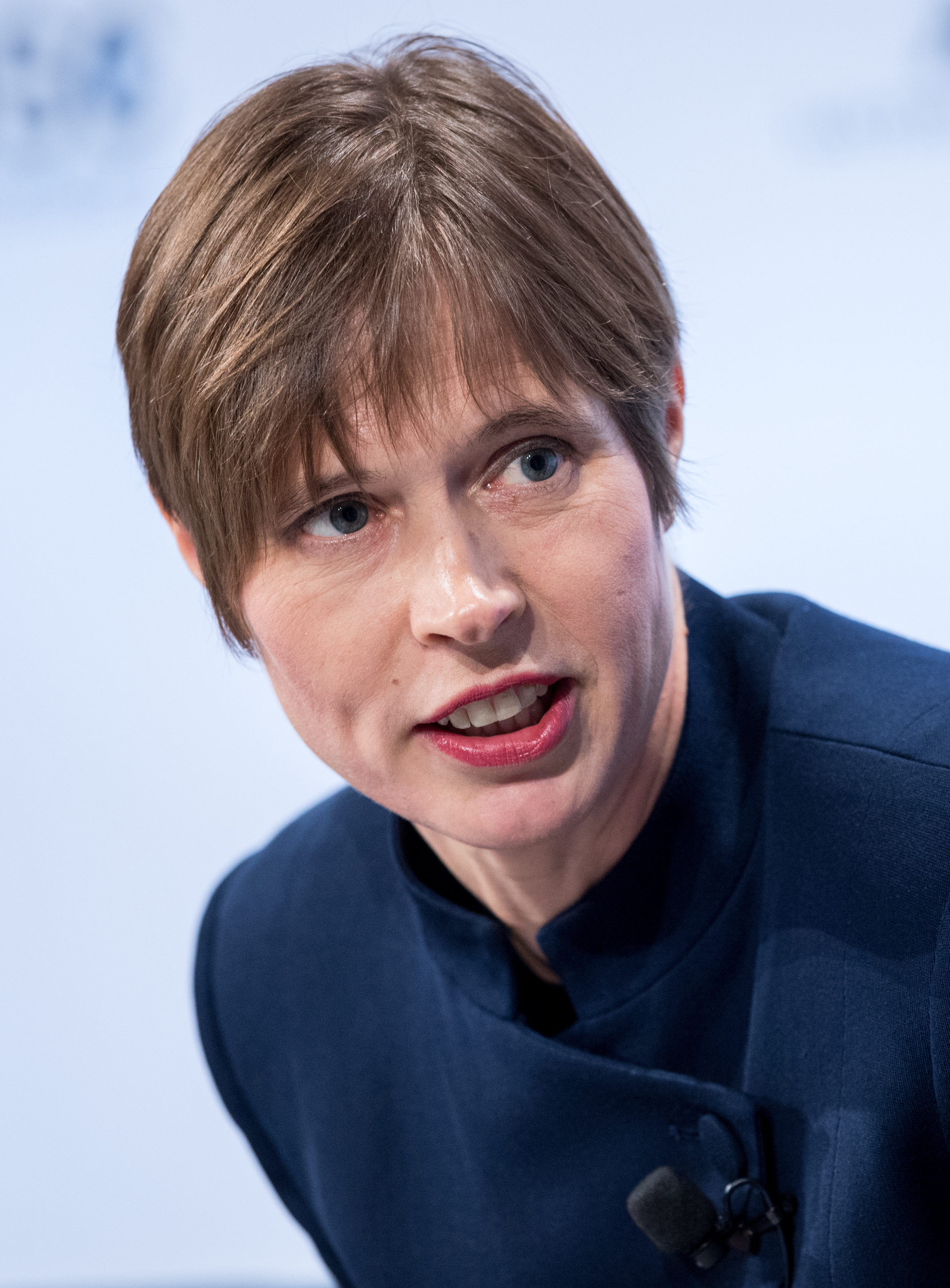
Kersti Kaljulaid

Le scrutin présidentiel de 2016 se révèle incapable de donner lieu à l'élection d'un candidat pendant plus d'un mois, laissant redouter une crise constitutionnelle.
Les trois premiers tours de scrutin au Riigikogu ayant échoué à faire élire un nouveau président, le collège électoral, constitué des députés et de représentants des collectivités locales, est convoqué par le président du Riigikogu pour tenter d'élire un candidat lors de deux tours supplémentaires, sans succès. C'est la première fois depuis l'indépendance du pays en 1991 que le président n'est pas élu à l'issue de ces cinq tours.
Cette situation entraine un retour au Parlement pour une reprise de la procédure depuis le début. Le 27 septembre, le conseil des anciens du Parlement estonien — composé du président et des deux vice-présidents du Parlement ainsi que des présidents de groupe parlementaire — décide, dans le but de trouver un candidat commun pour tous les partis, de proposer la candidature de l'ancienne membre de la Cour des comptes européenne Kersti Kaljulaid. La proposition est accueillie favorablement par les partis représentés au Parlement, et celle ci est élue au premier tour en l'absence d'opposants.
L'échec initial de l'élection de 2016 au Parlement a pour effet de pousser les partis à mener des négociations préalables en 2021 afin de s'accorder sur un candidat. La manière dont plusieurs personnalités respectées s'étaient vu promettre leurs soutien en 2016 avant d'être abandonnées au moment des votes conduit également à une grande défiance de la part des candidats potentiels.

## Système électoral

Composition du Riigikogu lors de l'élection.
ERE (34)
KESK (25)
EKRE (19)
Isamaa (12)
SDE (10)
Indépendant (1)

Le président de la république d'Estonie est élu au scrutin indirect pour un mandat de cinq ans, renouvelable une seule fois de manière consécutive.
La procédure peut prendre jusqu'à cinq tours de scrutin, via deux collèges électoraux différents. Aux trois premiers tours de scrutin, seuls votent les 101 députés membres du Riigikogu. Pour être élu, tout candidat doit recueillir le soutien d'au moins deux tiers du total des députés, soit en l'espèce 68 voix. En cas d'échec au premier tour, un deuxième tour a lieu le lendemain. Si celui-ci ne permet pas de désigner un nouveau chef de l'État, un troisième tour de scrutin est tenu le même jour, où seuls peuvent se présenter les deux candidats arrivés en tête du deuxième tour. Bien que réduit à deux candidats, ce troisième tour peut malgré tout ne pas dégager de vainqueur, le quorum des deux tiers étant maintenu.
Si personne n'a été élu à l'issue de ces trois tours, un collège électoral, constitué des députés et de représentants des collectivités locales, est convoqué par le président du Riigikogu dans un délai d'un mois. Est alors élu celui qui obtient la majorité absolue du total des membres du collège électoral. Si ce quatrième tour est infructueux, un cinquième est organisé selon les mêmes règles. Comme la majorité requise est celle de la totalité des membres, et que ces derniers peuvent voter blanc, nul, ou s'abstenir, il est possible qu'aucun candidat ne ressorte vainqueur, même au dernier tour. En cas d'échec de ces deux tours par le collège électoral, la procédure retourne au Parlement pour y être recommencée depuis le début.

### Conditions de candidature
Aux deux premiers tours, seuls peuvent être candidats les citoyens estoniens âgés d'au moins 40 ans et pouvant justifier du soutien d'au moins un cinquième des députés, c'est-à-dire 21 élus. Au quatrième tour, outre les deux candidats ayant obtenu le plus grand nombre de voix au Riigikogu, tout citoyen justifiant du soutien de 21 membres du collège électoral a le droit d'être candidat.

## Candidats

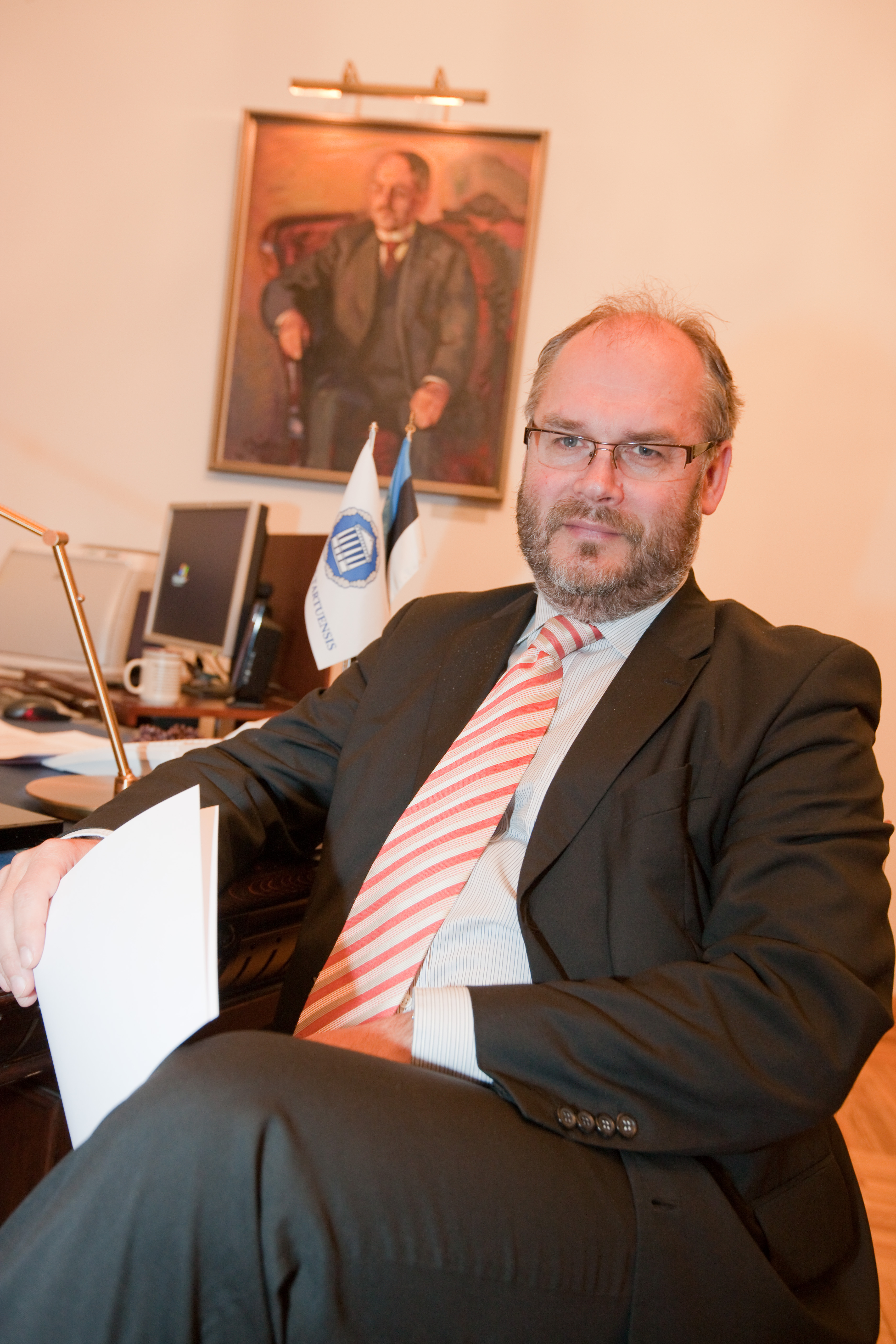
Alar Karis

Le 14 juin 2021, le président du Parlement Jüri Ratas annonce que la session extraordinaire du Riigikogu pour l'élection présidentielle se tiendra le 30 août, les députés pouvant présenter des candidats du 26 jusqu'au 28,. Kersti Kaljulaid annonce se porter candidate à sa réélection, mais ne parvient pas à obtenir le soutien formel de membres du Riigikogu, malgré le soutien initial des sociaux démocrates,.
Courant août, les dirigeants du Parti de la réforme (ERE), du Parti du centre (KESK), du Parti social-démocrate (SDE) et d'Isamaa se réunissent dans l'objectif de s'accorder sur un candidat commun. La décision du Parti populaire conservateur (EKRE) de tenter de présenter seul la candidature de l'un de ses membres, l'ancien président du Parlement Henn Põlluaas, conduit l'ERE et le KESK à rechercher le soutien du SDE et d'Isamaa pour avancer un autre candidat. L'ERE et le KESK, alors au pouvoir dans le cadre d'un gouvernement de coalition bénéficiant du soutien sans participation du SDE, sont en effet opposés à une réélection de Kaljulaid qu'ils jugent trop critiques à leur encontre, tout en refusant de soutenir le candidat d'EKRE, situé dans l'opposition. La candidature du président de l'Académie des sciences, Tarmo Soomere, est initialement avancée, avant d'être abandonnée le 6 août faute d'entente des quatre partis.
Après un entretien avec le directeur du Musée d'histoire naturelle d'Estonie, Alar Karis, les quatre partis décident le 16 août de lui apporter leur soutien. Biologiste de formation, ce dernier n'est membre d'aucun parti politique,. Sa candidature est officiellement présentée le 27 août avec les 59 signatures de parrainage du total des députés des partis ERE et KESK. Bien que le SDE et Isamaa ne présentent pas directement sa candidature, ceux-ci ne présentent pas eux-mêmes de candidats, et annoncent laisser leurs députés voter en leur libre conscience. Alar Karis se retrouve ainsi seul candidat en lice, le parti EKRE restant n'ayant pas suffisamment de députés pour présenter la candidature d'Henn Põlluaas, tout comme la présidente sortante Kersti Kaljulaid.

## Déroulement
Alar Karis obtient 63 voix au premier tour organisé le 30 août. Bien qu'il soit seul en lice, ce résultat ne lui permet pas d'être élu dès le premier tour, faute d'avoir atteint le quorum exigé de 68 voix. Un total de 16 députés — principalement du SDE et d'Isamaa — décide en effet de voter blanc, tandis que 22 autres s'abstiennent, dont la totalité des députés de l'EKRE. Un second tour est par conséquent organisé le lendemain matin, avec un troisième prévu dans l'après-midi dans le cas d'un nouvel échec. En réaction au premier tour, l'ERE et le KESK réitèrent leur soutien à Karis, tandis que la convocation du collège électoral est évoquée par l'opposition,,. Alar Karis est finalement élu au second tour avec 72 voix, atteignant ainsi le quorum. Huit autres députés votent blancs, tandis que le reste s'abstient,. La passation de pouvoir a lieu le 11 octobre.

## Résultats
| Candidats                | Candidats                | Partis                   | Premier tour | Premier tour | Second tour | Second tour |
| Candidats                | Candidats                | Partis                   | Voix         | %            | Voix        | %           |
| ------------------------ | ------------------------ | ------------------------ | ------------ | ------------ | ----------- | ----------- |
|                          | Alar Karis               | Indépendant              | 63           | 100          | 72          | 100         |
|                          |                          |                          |              |              |             |             |
| Votes valides            | Votes valides            | Votes valides            | 63           | 79,75        | 72          | 90,00       |
| Votes blancs             | Votes blancs             | Votes blancs             | 16           | 20,25        | 8           | 10,00       |
| Votes nuls               | Votes nuls               | Votes nuls               | 0            | 0,00         | 0           | 0,00        |
| Total                    | Total                    | Total                    | 79           | 100          | 80          | 100         |
| Abstention               | Abstention               | Abstention               | 22           | 21,78        | 21          | 20,79       |
| Inscrits / participation | Inscrits / participation | Inscrits / participation | 101          | 78,22        | 101         | 79,21       |

## Analyse
Alors qu'elle bénéficie d'une bonne cote de popularité auprès de la population, la présidente sortante Kersti Kaljulaid fait les frais de son franc parler envers le gouvernement et la classe politique, qui en retour la prive de la possibilité même de se représenter,.
L'élection fait l'objet de vives critiques pour n'avoir mis en lice qu'un seul candidat, une première depuis l'entrée en vigueur de la Constitution de 1992. Bien que légale, cette situation « dépourvue d'éthique » est comparée aux élections organisées avant 1991 sous l'occupation soviétique. Plusieurs partis et personnalités politiques appellent ainsi à une refonte du système électoral, éventuellement vers un passage au suffrage universel, voire à une suppression de la fonction présidentielle,. Alar Karis se défend en mettant en avant le fait que sa candidature n'est portée que par deux partis membres de la coalition gouvernementale et non le fruit d'une unanimité parlementaire. S'il juge la situation constitutionnelle, Karis appelle néanmoins lui aussi à mettre sur la table une réforme du système en vigueur, et ce dès le début de son mandat, sans attendre la prochaine présidentielle. Il propose notamment que tout parti ayant une représentation parlementaire puisse de droit proposer un candidat,.
Alan Karis prête serment et entre en fonction le 11 octobre 2021 en tant que sixième président de l'Estonie.